# Kozjanski park
Kozjanski regijski park je bil ustanovljen leta 1981 s posebnim zakonom kot Spominski park Trebče. Od leta 1999 pa nosi ime Kozjanski park. 
Na zavarovanem območju regijskega parka živi okrog deset tisoč prebivalcev. Raznolikost in prepletanje treh naravnih in kulturnih pokrajinskih vzorcev, to je predalpskega gozdnatega sveta, terciarnega gričevja in ravninskega Obsotelja, parku daje posebno razpoznavnost. Značilna kulturna krajina prepletena s številnimi cerkvami, kapelicami, gradovi, hišami in gospodarskimi objekti skriva tudi značilnosti, tipiko, posebnosti in izjemnosti iz sveta nežive in žive narave.
Park ima svojega upravljavca, javni zavod, ki ima upravno stavbo v trgu v Podsredi, slikovitem naselbinskem spomeniku.
Od leta 2010 ima območje Kozjanskega z Obsoteljem status biosfernega rezervata pod zaščito Unesca. Urejene pešpoti, kolesarske steze, informacijske table, prireditve s prikazi tradicije in sodobnega ustvarjanja vedno bolj povezujejo naravne lepote, kulturno dediščino in domačine Kozjanskega parka.

## Geografija
Površina Parka meri 206 km² in je del naslednjih občin: Bistrica ob Sotli (delež v Parku 100 %), Kozje (delež v Parku 89 %), Podčetrtek (delež v Parku 51 %), Brežice (delež v Parku 21 %) in Krško (delež v Parku 2 %). Pokrajini dajeta življenje reki Sotla in Bistrica.
Leži na vzhodu Slovenije, kjer sobiva hribovit, gričevnat in ravninski svet. Kozjanski park obsega območje na severu omejeno z Rudnico, na vzhodu s Sotlo, na jugu pa preko Vetrnika in Orlice prehaja v Senovsko in Bizeljsko gričevje.
Del, ki leži v vzhodnem delu Posavskega hribovja je pretežno iz dolomita in apnenca. Najvišji vrhovi segajo od 500 do okoli 800 m (Kunšperška gora, Orlica, Vetrnik, Oslica, Rudnica). Srednjesotelsko in Bizeljsko gričevje sestavljajo peščenjaki, laporji in peski ter obsežno območje litotamnijskih apnencev (Virštanj, Bučka gorca, Trebča gorca in Črešnjevec, Bizeljske gorice in Sromeljske gorice). Obsotelje je ravninsko pretežno iz meljastih, glinenih in prodnih kvartarnih nanosov (Imensko polje, Bučko polje, Bistriško-Kunšperško polje, obsoteljska ravnina južno od Bizeljskega).

## Zgodovina parka
Spominski park Trebče je bil leta 1981 (Ur. List SRS, št. 1/81) ustanovljen v spomin Josipu Brozu Titu, ki se je rodil v bližnjem Kumrovcu in preživljal otroška leta v teh krajih. Leta 1991 je pristojnost nad parkom prevzela država in ga leta 1999 - Zakon o ohranjanju narave (Ur.list RS št. 56) 166. člen - preimenovala v Kozjanski park.

## Natura 2000
Večji del Kozjanskega parka izpolnjuje kriterije za posebno območje varstva SPA (Special protected area) v okviru Nature 2000 - z namenom varovanja ogroženih vrst ptic. V Kozjanskem parku so našteli 120 vrst ptic. Glavna znamenitost ptičje favne je kolonija čebelarjev (Merops apiaster) - redkih živopisnih ptic, ki priletijo k nam gnezdit iz Afrike. Populacija koscev (Crex crex) je ena zadnjih v subpanonskem delu Slovenije.
Čmrljeliko mačje uho (Ophrys holosericea) je najlepša med štiridesetimi vrstami orhidej, ki jih najdemo v Kozjanskem parku in je uvrščena na rdeči seznam.
- Čebelar (Merops apiaster) gnezdi samo v mehkih glinastih brežinah ob rekah, oziroma na Slovenskem v stenah glinokopov na samo dveh lokacijah: glavna je v glinokopu nad Bizeljskim in manjša pri Raki na Dolenjskem.
- Čmrljeliko mačje uho (Ophrys holosericea) je zaradi vse bolj intenzivnega gospodarjenja s travišči ogrožen. Zaradi svoje ogroženosti je kot ranljiva vrsta uvrščeno na rdeči seznam (2002).

## Znamenitosti v Parku

### Olimje
Samostan Olimje je samostanski kompleks s cerkvijo. Najdragocenejša zapuščina pavlinskega reda v Olimju je stara lekarna, približno enake starosti kot cerkev.

### Gradovi
- Grad Podsreda ima najbolj ohranjeno romansko grajsko arhitekturo na Slovenskem. Nastanek gradu sega v začetek 11. stoletja. Obnovljeni prostori v gradu so prizorišče najrazličnejših kulturnih postavitev. Kljub prezidavam in dozidavam je grad ohranil skoraj neokrnjeno prvotno jedro.

- Grad Pišece je skozi stoletja zamenjala nekaj lastnikov, dokler je leta 1595 ni kupil grof Inocenc Moškon. Ta družina je obdržala Pišece v lasti do leta 1940. Sedaj graščina propada.

- Grad Bizeljsko ima burno zgodovina. Leta 1515 so ga tlačani  zavzeli prvič v velikem uporu, ki ga je vodil Matija Gubec.

- Grad Kunšperk je popolnoma razrušen. Od obsežnega sestava različnih objektov se je do danes ohranil del obzidja z vhodnim stolpičem, glavni grajski stolp in del grajske kapele.

### Naselja
- Podčetrtek
- Golobinjek
- Virštajn
- Pilštanj je slikovita gruča hiš, ki na kratkem slemenu nad dolino Bistrice obkroža cerkev. Kraj se kot trg omenja že leta 1014.
- Lesično je bil v časih, ko je bil Pilštanj trg, majhna vasica. Danes pa je ravno obratno. V kraju stoji t. i. hrvaški Kristus - toskanski steber, na njem pa kip premišljujočega Jezusa - delo neznanega kiparja iz leta 1713.
- Kozje je središčni kraj Kozjanskega - staro trško naselje.
- Podsreda je spomenik naselbinske kulture na Slovenskem. Na sredi naselja, kjer je sedež uprave, stoji pranger (sramotilni steber) z letnico 1667, ki priča, da je Podsreda nekdaj imela trške pravice. Prvotno ime kraja Herbech (zavetišče, prenočišče) se v listinah prvič omenja leta 1377. Zanimiva trška naselbina s tradicionalno trško parcelacijo je bila leta 1990 povod, da je bila Podsreda razglašena za spomenik naselbinske kulture na Slovenskem. Za oživitev nekdanjega čara sejmov Kozjanski park v oktobru pripravlja sejemsko prireditev Praznik kozjanskega jabolka. V Podsredi v letih 1882-1884 kot duhovnik služboval Anton Aškerc. Na zidu OŠ so Aškercu domačini odkrili spominsko ploščo.
- Bistrica ob Sotli
- Spodnje Trebče

## Znamenitosti v parku
- Naravni spomenik Ajdovska žena pri Pilštanju je kamniti osamelec, ki že od nekdaj buri ljudsko domišljijo.
- Največji hrast v Sloveniji stoji v vasi Gregovce. Visok je 32 m, obseg pa je 8 m.
- Svete gore nad Bistrico ob Sotli so prastaro romarsko središče. Ponaša se z romarsko Marijino cerkvijo, Jurjevo, Martinovo in Lurško kapelo, ter kapelo sv. Sebastjana in Fabijana.
- 500 let star lesen kip sv. Jakoba
- Skulptura žalostne Marije je izdelana v letih 1405 do 1420 iz apnenčevega peščenjaka.
- Kolarjeva domačija v Spodnjih Trebčah je primerek ljudske arhitekture. Poleg Kolarjeve domačije se nahaja ribnik, kamor se vsako leto spomladi vačajao dvoživke.
- Repnice so starodavne vinske kleti, izkopane v peščene morske usedline bizeljskega gričevja.

## Muzeji
- Stalna zbirka stekla na gradu Podsreda
- Slovensko-bavarska hiša v trgu Podsreda
- Stalna razstava Narava kozjanskega parka v prostorih uprave
- Levstikov mlin v bližini Podsrede je kuturni spomenik. Postavljen je vzporedno s strugo reke Bistrice. Stavba jke nastala sredi 19. stoletja. Danas sta v njem dve mlinski napravi, z osjo povezani s pogonskima kolesoma, ki še vedno delujeta.
- Javerškova domačija v smeri od Podsrede proti Bistrici ob Sotli